# Campionati europei di ginnastica ritmica 2025
I Campionati europei di ginnastica ritmica 2025 sono stati la 41ª edizione della competizione continentale. Si sono svolti a Tallinn, in Estonia, dal 4 all'8 giugno.

## Nazioni partecipanti
- Andorra
- Armenia
- Austria
- Azerbaigian
- Belgio
- Bosnia ed Erzegovina
- Bulgaria
- Croazia
- Cipro
- Rep. Ceca
- Spagna
- Estonia
- Finlandia
- Francia
- Regno Unito
- Georgia
- Germania
- Grecia
- Ungheria
- Israele
- Italia
- Lettonia
- Lituania
- Lussemburgo
- Moldavia
- Montenegro
- Paesi Bassi
- Norvegia
- Polonia
- Portogallo
- Romania
- Slovenia
- San Marino
- Serbia
- Svizzera
- Slovacchia
- Svezia
- Turchia
- Ucraina

Aggiornato al 2 maggio

## Podi
| Evento                      | Oro | Argento | Bronzo |
| Team                        | | | |
| Squadra                     | Italia Sofia Raffaeli Tara Dragas Alice Taglietti Chiara Badii Serena Ottaviani Alexandra Naclerio Laura Paris Sofia Sicignano Giulia Segatori | Ucraina Taisiia Onofriichuk Polina Karika Yelyzaveta Azza Diana Baieva Oleksandra Yushchak Valeriia Peremeta Kira Shyrykina Anastasiia Ikan | Israele Daniela Munits Lian Rona Meital Maayam Sumkin Kristina Eilon Ternovski Maya Gamliel Agam Gev Arina Gvozdetskaia Varvara Salenkova Lian Suharevich |
| Concorso individuale senior | | | |
| All-Around                  | Taisiia Onofriichuk | Stiliana Nikolova | Darja Varfolomeev |
| Cerchio                     | Stiliana Nikolova | Sofia Raffaeli | Taisiia Onofriichuk |
| Palla                       | Stiliana Nikolova | Anastasiia Simakova | Meital Maayan Sumkin |
| Clavette                    | Stiliana Nikolova | Taisiia Onofriichuk | Sofia Raffaeli |
| Nastro                      | Darja Varfolomeev | Meital Maayan Sumkin | Taisiia Onofriichuk |
| Concorso a squadre senior   | | | |
| All-Around                  | Spagna Marina Cortelles Inés Bergua Andrea Fernandez Lucía Muñoz Salma Solaun Andrea Corral                                                    | Israele Kristina Eilon Ternovski Maya Gamliel Agam Gev Arina Gvozdetskaia Varvara Salenkova Lian Suharevich                                 | Ungheria Mandula Virag Meszaros Monika Urban-Szabo Fruzsina Grek Dora Szabados Dalma Pesti Julia Farkas                                                   |
| 5 nastri                    | Spagna Marina Cortelles Inés Bergua Andrea Fernández Lucía Muñoz Salma Solaun Andrea Corral                                                    | Francia Maëlys Laporte Justine Lavit Salome Lozano Leon Naia Okasha Margaux Sol Shana Loxton-Vernaton                                       | Italia Chiara Badii Serena Ottaviani Alexandra Naclerio Laura Paris Sofia Sicignano Giulia Segatori                                                       |
| 3 palle e 2 cerchi          | Spagna Marina Cortelles Inés Bergua Andrea Fernández Lucía Muñoz Salma Solaun Andrea Corral                                                    | Ucraina Yelyzaveta Azza Diana Baieva Oleksandra Yushchak Valeriia Peremeta Kira Shyrykina Anastasiia Ikan                                   | Germania Neele Arndt Melanie Dargel Olivia Falk Helena Ripken Anna-Maria Shatokhin Emilia Wickert                                                         |
| Concorso a squadre junior   | | | |
| All-around                  | Ucraina Ahata Bilenko Anastasiia Nikolenko Oleksandra Nikol Samoukina Kateryna Shershen Marharyta Melnyk Taisiia Redka                         | Spagna Monica De Juana Paula Donoso Noa Esplugues Claudia Marino Cynthia Ortega                                                             | Italia Flavia Cassano Virginia Galeazzi Elisa Maria Comignani Chiara Cortese Ginevra Pascarella Elisabetta Valdifiori                                     |
| 5 cerchi                    | Italia Flavia Cassano Virginia Galeazzi Elisa Maria Comignani Chiara Cortese Ginevra Pascarella Elisabetta Valdifiori                          | Polonia Maria Majkowska Laura Tlaczala Valeriia Pinska Natalia Idziniak Lea Turowska                                                        | Israele Emilia Roitman Melani Malka Avigail Shved Sofia Prezhyn Keren Sobol                                                                               |
| 10 clavette                 | Ucraina Ahata Bilenko Anastasiia Nikolenko Oleksandra Nikol Samoukina Kateryna Shershen Marharyta Melnyk Taisiia Redka                         | Israele Emilia Roitman Melani Malka Avigail Shved Sofia Prezhyn Keren Sobol                                                                 | Bulgaria Anania Dimitrova Ivayla Velkovska Raya Bozhilova Gabriela Traykova Yoana Moteva Elena Hristova                                                   |

## Medagliere
| Posiz. | Nazione  | Oro | Argento | Bronzo | Totale |
| ------ | -------- | --- | ------- | ------ | ------ |
| 1      | Ucraina  | 3   | 3       | 2      | 8      |
| 2      | Bulgaria | 3   | 1       | 1      | 5      |
| 3      | Spagna   | 3   | 1       | 0      | 4      |
| 4      | Italia   | 2   | 1       | 3      | 6      |
| 5      | Germania | 1   | 1       | 2      | 4      |
| 6      | Israele  | 0   | 3       | 3      | 6      |
| 7      | Francia  | 0   | 1       | 0      | 1      |
| 7      | Polonia  | 0   | 1       | 0      | 1      |
| 9      | Ungheria | 0   | 0       | 1      | 1      |
| Totale | Totale   | 12  | 12      | 12     | 36     |